# Gmina Budziszewice
Gmina Budziszewice je polská vesnická gmina v okrese Tomaszów Mazowiecki v Lodžském vojvodství. Sídlem správy gminy je ves Budziszewice.
V roce 2017 zde žilo 2 181 obyvatel. Gmina má rozlohu 30,13 km² a zabírá 2,94 % rozlohy okresu.

## Částí gminy
StarostenstvíBudziszewice, Mierzno, Nowy Rękawiec, Rękawiec, Teodorów, Węgrzynowice, Węgrzynowice-Modrzewie, Zalesie
Sídla bez statusu starostenstvíAdamów, Agnopol, Antolin, Helenów, Józefów Stary, Nepomucenów, Nowe Mierzno, Nowy Józefów, Walentynów

## Sousední gminy
| Růžice kompasu |          |                    | Żelechlinek | Růžice kompasu |
| Růžice kompasu | Koluszki | Sever              | Czerniewice | Růžice kompasu |
| Růžice kompasu | Koluszki | Gmina Budziszewice | Czerniewice | Růžice kompasu |
| Růžice kompasu | Koluszki | Jih                | Czerniewice | Růžice kompasu |
| Růžice kompasu |          | Ujazd              | Lubochnia   | Růžice kompasu |